# Osvaldo Cattone
Inocencio Osvaldo Cattone (Buenos Aires, 17 de enero de 1933-Lima, 8 de febrero de 2021) fue un actor, director y productor de teatro argentino que vivió durante más de tres décadas en Perú y fue considerado uno de los directores y actores de teatro pioneros en el Perú.

## Biografía
Nació en Buenos Aires, desde los ocho años actuó con una compañía llamada La Pandilla Marylin y a los nueve fue seleccionado por Enrique Santos Discépolo para formar parte del elenco de una revista musical en el Teatro Casino, interpretando al hijo de Aída Olivier.
A principios de la década de 1950, se casó con su primera esposa, Enriqueta, de quien rápidamente se separó y luego comenzó un matrimonio de nueve años con la actriz Inda Ledesma.
En 1952, actuaba y dirigía en una producción de La inocente de Lenormand que se inauguró en el Teatro Regina. 
En 1953, realizó dos obras en el Instituto de Arte Moderno: Romeo y Julieta con Ricardo Vianna, Fanny Alberte, Jacinto Pérez Heredia y Alejandro Oster; y Elizabeth de Inglaterra (Isabel de Inglaterra) de Ferdinand Bruckner con Josefina Melo, Juan Carlos Puppo, Tito Nóbili y José María Fra. 
En 1954 viaja a Italia donde ingresa a la Accademia Nazionale di Arte Drammatica Silvio D'Amico, siendo el primer actor sudamericano que egresa con diploma después de cumplir cuatro años de estudios. Regresa a la Argentina a fines de 1959.
En 1964, Cattone inició una relación con Amelia Bence y la dirigió en "Doña Rosita, la soltera". También realizó una gira por Argentina en la obra Las mariposas son libres con Susana Giménez y Rodolfo Bebán. 
En la década de los sesenta participó en los montajes de conocidas obras como La visita de la anciana dama, Borrasca, Lysistrata, la telenovela de Canal 13 Una vida para amarte con Gabriela Gili y Eva Franco y la serie Carola y Carolina con Silvia y Mirtha Legrand.
En 1970 participa en la novela Una vida para amarte con Gabriela Gili y Eva Franco de Canal 13, también en la serie Carola y Carolina con Silvia y Mirtha Legrand.
En 1971 coprotagoniza Nino y Así amaban los héroes, además participa junto a Susana Giménez y Rodolfo Bebán en Las mariposas son libres, obra con la que hizo una gira a por todo el país hasta el siguiente año.
En 1973 organizó un elenco para representar obras en italiano en el teatro Coliseo junto a Iris Marga, Eva Dongé y Tina Helba. Ese mismo año viaja al Perú para coprotagonizar la telenovela Me llaman Gorrión. Desde ese año se queda a vivir en Lima, a la par también dirigió y actuó en obras de teatro. Su primera obra oficialmente presentada en el país fue Los ojos llenos de amor en 1974.
En julio de 1976, se le encargó la dirección del Teatro Marsano y monta la obra Aleluya, Aleluya para la inauguración del mismo. En tres años compró el teatro y comenzó a nutrir la industria del teatro infantil, invitando a reconocidas argentinas como Norma Aleandro, Amelia Bence, María Rosa Gallo, Eva Franco, Susana Rinaldi, China Zorrilla y otras a venir a actuar.
A lo largo de las décadas de 1980 y 1990, Cattone produjo tanto obras de teatro como producciones de televisión, como La loba, tanto una obra de teatro como una serie de televisión en 1982, y La casa de enfrente, una telenovela en 1985, ambas protagonizadas por Bence.
En el año 2005 volvió a Buenos Aires para dirigir a Nati Mistral y Analía Gadé en Afectos Compartidos. Luego de esto regresó a Lima para seguir con sus trabajos como productor y director mayormente en el Teatro Marsano de Miraflores. Además, estrenó su primera novela literaria Mirar sin verte para el Perú y la Argentina.
En 2008 fue invitado como columnista de la revista Susana, de Susana Giménez.
En 2013 regresó a la actuación protagonizando la obra Duelo de ángeles junto a Diego Bertie Una mujer de nombre Rina Mendhizlavy aseguraba que el la enamoró pero el actor desmintió a Rina y dijo que todo era una vil mentira.
En sus últimos años, Cattone ha vuelto a actuar. Ha completado 108 producciones a lo largo de su carrera. En 2015, protagonizó Justo en lo mejor de mi vida. También en el 2015 dirigió La puta respetuosa, por primera vez fuera del Teatro Marsano.
En 2017 presenta con éxito la obra "El té de las 5" de la dramaturga brasileña Regiana Antoninien, en la que asume por primera vez en su carrera el reto de interpretar un rol femenino. Este mismo año se presentará en el Teatro La Plaza en la obra "El padre" de Florian Zeller, bajo la dirección de Juan Carlos Fisher. Esta obra muestra el mal del Alzheimer desde el punto de vista de quien lo sufre.
El 8 de febrero del 2021 falleció en su vivienda de Lima a los 88 años de edad a causa de una infección de próstata.

## Créditos

### Director
| - El té de las 5 - Teatro Marsano (2017) - Querido Mentiroso - Teatro Marsano (2015) - Una chica en mi clóset - Teatro Marsano (2013) - Escenas de la vida conyugal - Teatro Marsano (2012) - 8 Mujeres - Teatro Marsano (2012) - El próximo año, a la misma hora - Teatro Marsano (2012-enero a abril) - Mi Mas Sentido Sexo - Teatro Marsano - Un Don Juan en el infierno (2011) - Cómo vivir sin un hombre y no morir en el intento (2010) - La sagrada familia (2010) - Dos por uno, la pipa de la paz (2010) - Dos por uno, negociemos (2010) - Cabaret (2009) - El último de los amantes ardientes (2009) Reposición - Gorda (2009) - En la cama (2009) - Los monólogos de la vagina (2008) Reposición - Matrimonio a la peruana (2007-2008) - Cholita querida (2007) - Cadenas de seda (2007) - Marido + Mujer = Desastre (2007) - Yo amo a shirley (2006) - Novio, marido y amante (2006) - Made in Perú (2005) - El club de las mal casadas (2005) - Justo en lo mejor de mi vida (2005) - Secretos de mujeres (2004) - Matrimonio.com (2004) - Brujas (2003) - Trapitos al aire (2003) - La novia era él (2003) - Variaciones enigmáticas (2003) - Que hago con dos maridos (2002) - La respuesta (2002) - Venezia (2002) - Los monólogos de la vagina (2001) - Las viejas vienen marchando (2001) - La cena de los tarados (2001) - Matrimonio.. y algo más (2000) - Los chismes de las mujeres (2000) - Divos (2000) - Candidato a la presidencia (2000) - El submarino (1999) - El matrimonio perjudica seriamente la salud (1999) - Art (1998) - Cartas de amor (1998) - Cómo vivir sin un hombre y no morir en el intento (1998) - El diario íntimo de Adán y Eva (1997) - Annie (1997) Reposición - Con el sexo no se juega (1996-1997) - Algo en común (1996) | - Taxi 2 (1995-1996) - Ha llegado un inspector (1995) - Pijamas (1995) - El candidato de Dios (1994) - Perdidos en algún lugar (1993) - Brujas (1993) Reposición - Relaciones peligrosas' (1992) - Brujas (1991) - Vidas privadas (1991) - Tres mujeres para el show (1991) - Chismes (1991) - Un don Juan en el infierno (1990) - Sor-presas (1990) - Escenas de la vida conyugal (1989) - El último de los amantes ardientes (1989) - Quién se queda con mamá (1988-1989) - El hombre de La Mancha (1988). Reposición - Panorama desde el puente (1988) - Annie (1987-1988) - Sólo 80 (1987) - Extraña pareja (1987) - Taxi (1986) - Cattone de punta a punta (1985-1986) - Los árboles mueren de pie (1985) - Mamá soltera (1984) - Doña Flor y sus dos maridos (1984) - Yo te quiero, yo tampoco (1984) - El diluvio que viene (1982-1983) - Trampa mortal (1982) - La loba (1982) - El placer de su compañía (1981) - Hijos de un dios menor (1981) - Salvar a los delfines (1981) - Reina por un día (1981) - Historia del zoo (1980) - Basta de sexo, somos decentes (1980) - Doña Rosita la soltera (1980) - El hombre de La Mancha (1979) - Mi adorado embustero (1978) - Espíritu travieso (1978) - Otelo (1978) - Lluvia (1978) - Gigi (1977-1978) - Eqqus (1977) - La esposa constante (1977) - Aleluya, Aleluya (1976) - Mi muñeca favorita (1976) - Las mariposas son libres (1975) - La tercera palabra (1975) - No hay edad para el amor (1975) - Los ojos llenos de amor (1974) - La inocente (1952) |

### Actor

#### Telenovelas
- Me llaman Gorrión (1973)[3]
- Así amaban los héroes (1971) como Diego
- Nino (1971) como Renato Sánchez Escurra
- Carola y Carolina (1970)
- Una vida para amarte (1970)

### Programas

#### Televisión
- Habacilar (2011). Jurado
- Desafío y Fama (2007-2009). Jurado
- Comiendo con Cattone (1981-1982)[15]

#### Teatro
| - El padre (2017) - Justo en lo mejor de mi vida (2015) - Querido Mentiroso (2015) - 12 hombres en pugna (2013) - Duelo de ángeles (2013) - Dos por uno, negociemos (2010) - El último de los amantes ardientes (2009) Reposición - En la cama (2009) - Matrimonio a la peruana (2007-2008) - Cholita querida (2007) - Marido + Mujer = Desastre (2007) - Novio, marido y amante (2006) - Justo en lo mejor de mi vida (2005) - Matrimonio.com (2004) - Trapitos al aire (2003) - Variaciones enigmáticas (2003) - La cena de los tarados (2001) - Matrimonio... y algo más (2000) - Candidato a la presidencia (2000) - El matrimonio perjudica seriamente la salud (1999) - Art (1998) - Cartas de amor (1998) - El diario íntimo de Adán y Eva (1997) - Annie (1997) Reposición - Con el sexo no se juega (1996-1997) - Algo en común (1996) - Taxi 2 (1995-1996) - El candidato de Dios (1994) - Vidas privadas (1991) - Un don Juan en el infierno (1990) - Escenas de la vida conyugal (1989) - El último de los amantes ardientes (1989) - Quién se queda con mamá (1988-1989) | - El hombre de La Mancha (1988). Reposición - Annie (1987-1988) - Taxi (1986) - Cattone de punta a punta (1985-1986) - Doña Flor y sus dos maridos (1984) - Yo te quiero, yo tampoco (1984) - El diluvio que viene (1982-1983) - El placer de su compañía (1981) - Hijos de un dios menor (1981) - Historia del Zoo (1980) - Basta de sexo, somos decentes (1980) - El hombre de La Mancha (1979) - Mi adorado embustero (1978) - Otelo (1978) - Eqqus (1977) - Mi muñeca favorita (1976) - Las mariposas son libres (1975) - La tercera palabra (1975) - No hay edad para el amor (1975) - Los ojos llenos de amor (1974) - Una chica en mi sopa (1973) - Las mariposas son libres (1971-1972) - O.K. (1970) - Un dios durmió en casa (1970) - El amor tiene su aquel (1961-1962) - La visita de la anciana dama (1960) - Borrasca (1960) - Lysistrata (1960) - La biunda (1953) - Elizabeth de Inglaterra (1953) - Romeo y Julieta (1953) - La inocente (1952) |

## Teatro Marsano
Cattone fue director del teatro Marsano, operada por la familia que lleva su apellido. Fue inaugurado en 1976 y la primera obra que se realizó fue The Sound of Music. Para 2012 se realizaron alrededor de 104 montajes. Tras el fallecimiento de Cattone, su socia Makhy Arana asumió la reapertura en 2023.